# گرفتن یک دزد (فیلم ۱۹۳۶)
گرفتن یک دزد (انگلیسی: To Catch a Thief) یک فیلم است به کارگردانی مک‌لین راجرز که در سال ۱۹۳۶ منتشر شد.